# 西爾萬·迪斯坦
西爾萬·迪斯坦（法語：Sylvain Distin，1977年12月6日—）是一名法國足球運動員，擔任後衛，曾效力多支包括紐卡素、曼城、樸茨茅夫、愛華頓等英超球會。

## 球員生涯

### 樸茨茅夫
2007年5月23日，迪斯坦以自由身加盟另一英超球會樸茨茅夫，並簽約三年。

### 愛華頓
2009年8月28日，迪斯坦從樸茨茅夫轉投愛華頓，轉會費金額為530萬英鎊，合約為期三年。
2012年5月25日，迪斯坦與愛華頓續簽一年合約，留隊至2012/13年度英超球季結束。
2013年1月24日，迪斯坦再次與愛華頓續簽一年合約，留隊至2014年夏季。

## 榮譽
居尼雍
- 法國聯賽盃冠軍：2000年；

樸茨茅夫
- 英格蘭足總盃冠軍：2008年；

## 外部連結
- 足球数据库：迪斯甸的球员统计数据